# William George Horner
William George Horner (1786 v Bristolu – 1837 v Bathu) byl britský matematik.
Navštěvoval Kingswoodovu školu v Bristolu. Již ve svých šestnácti letech se v roce 1802 stal asistentem a o čtyři roky později již ředitelem svojí školy. Bristol opustil roku 1809 a založil si vlastní školu v Bathu.
Vlastní příspěvek Hornera k matematice je tzv. Hornerovo schéma, které slouží k řešení algebraických rovnic. Bylo předloženo 1. července 1819 Royal Society a ještě sedm let bylo publikováno v Philosophical Transactions of the Royal Society. Ovšem Horner nebyl prvním, kdo tuto metodu objevil. Již o 500 let před ním však znal tuto metodu Ču Š'-ťie, který používal k řešení rovnic metodu, kterou nazýval fan fa, kterou Horner znovuobjevil a nazval Hornerovým schématem.
V devatenáctém a na začátku dvacátého století mělo Hornerovo schéma vlastní čestné místo v algebraické literatuře. Za to vděčil Horner především Augustu De Morganovi, který jeho jméno a schéma probíral v mnoha článcích, které publikoval.
Horner byl ale činný také na poli optiky: roku 1834 vyvinul Daedalum nebo Daedatelum, které je ještě dnes známé jako kinesiskop.